# Gleneagles Hotel
56°16′59″N 3°45′05″V / 56.283064°N 3.751377°V
Gleneagles Hotel er et kendt luksushotel i Perthshire, Skotland som åbnede i 1924. Det er bl.a. berømt for sine golfbaner. I juli 2005 fandt G8-topmødet sted her.